# Пулавский, Казимеж Фердинанд
Казимеж (Казимир) Фердинанд Костро-Пулавский (пол. Kazimierz Ferdynand Kostro-Pułaski; 19 января 1846, с. Борушковцы, Волынская губерния,  Украина(ныне Любарский район, Житомирской области Украины — 5 января 1926, Познань) — польский историк и генеалог.

## Биография
Происходил из шляхетского рода Пулавских герба Слеповрон. Правнук Антония Пулавского (1747—1813), государственного и военного деятеля, члена Барской конфедерации, отец Франтишека Яна Пулавского (1875—1956), польского историка, литератора, политика и дипломата.
Получил домашнее образование. Учился в варшавской гимназии, которую не окончил. Принял участие в январском восстании 1863 года. После поражения бежал в Австрию, был интернирован и помещён в тюрьму Оломоуца.
После освобождения учился в университетах Праги и Вены. В середине 1870-х годов унаследовал имение Завадинцы, в котором хозяйствовал до 1918 года.
С 1871 публиковал в варшавской и галицийской прессе многочисленные публицистические статьи и репортажи о памятниках истории Подолии. Вскоре занялся историческими исследованиями.
В его работах «Исторические очерки и поиски» («Szkice і poszukiwania historyczne» (в 5 тт., 1887—1909) и «Хроника польских шляхетских родов Подолии, Волыни и Украины» («Kronika polskich rodów szlacheckich Podola, Wołynia і Ukrainy», 1911) содержится большой материал о раннем периоде запорожского казачества. Интересовался польско-татарскими отношениями («Отношения с Менгли-Гераем, ханом перекопских татар, 1469—1515», 1881).
В 1918 году имение Пулавского в селе Борушковцы было сожжено, при пожаре сгорел весь собранный К. Ф. Пулавским семейный архив.

## Избранные труды
- «Wojewodowie kijowscy w XV i XVI w.» (1876),
- «Szkice i poszukiwania historyczne» (1887—1909, в 5 томах),
- «Kronika polskich rodów szlacheckich Podola, Wołynia i Ukrainy» (1911),
- «Wojna Zygmunta I z Bohdanem, wojewodą mołdawskim w 1509 r.» (1877, в 2 томах),
- «Stosunki Polski z Tatarszczyzną od połowy XV w.»
- «Sądy przysięgłych na Podolu» («Нива», 1882 № 179),
- «Stosunki dzierżawcze w południowo zachodnich guberniach Cesarstwa» (там же, 1883 № 199),
- «Sprawy tatarskie w Polsce. Stosunki Zygmunta I z Machmatem-Girejem chanem perekopskim, 1515—1523» (1887).